# Coptotomus loticus
Coptotomus loticus är en skalbaggsart som beskrevs av Hilsenhoff 1980. Coptotomus loticus ingår i släktet Coptotomus och familjen dykare. Inga underarter finns listade i Catalogue of Life.